# 孙奭
孫奭（962年—1033年），字宗古。博州博平（今山東茌平）人，后迁居须城（今山东东平），北宋经学家。
幼年師從王彻，学习五经。王彻死後，其门人数百。孙奭精通经术，有问经的人，都为他们解析微旨，众人惊服，年轻时在家乡讲授诸经。端拱二年（989年）九經及第，授莒縣（今山东莒县）主簿，升遷為大理評事、國子監直講。宋太宗親临国子监，召孙奭讲《尚书·说命》，讲到“事不师古，以克永世，匪说攸闻”时，引经讽劝。太宗褒赏，赐五品服。宋真宗時任諸王府侍讀，再擢拔為工部郎中、龍圖閣待制。贬至河阳知县。孙奭生性方直，守道自处。据事理，陈己见，深得皇帝器重，也为时人所敬佩。大中祥符元年（1008年），皇上将迎“天书”，奭对曰：“臣愚，所闻‘天何言哉’，岂有书也？”多次劝阻真宗祀汾阴。大中祥符二年（1009年）判國子監。大中祥符六年（1013年）真宗欲祀太清宫，孙奭又上疏反对，指出明皇之迹不可效，并作《解疑论》。孙奭继承了“夫民，神之主也”的重民轻神的传统，对“劳民事神”的迷信活动进行批判，并建议“抑损虚华，斥远邪佞，罢兴土木”。于是出知密州。二年後，迁左谏议大夫。后任給事中。天禧年间，朱能献《乾祐天书》，他复上书力斥其妄。宋仁宗即位，择名儒为侍读，命孫奭擔任翰林侍講學士，每讲至君昏国亡之事，必反复规讽。参与修《真宗实录》。孙奭奉敕与邢昺等校定诸经正义，考正《尚书》、《论语》、《孝经》、《庄子》、《尔雅》等书的谬误，用以补充陆德明《经典释文》的不足。天圣四年（1026年）宋仁宗命孙奭等人详校唐代律疏，天圣七年（1029年）校毕刊行。孙奭等曾撰《律音义》一卷与律文并行。知審官院，判国子监。丁父忧起复以后，累遷兵部侍郎兼龍圖閣學士。後改禮部尚書，以太子少傅致仕。明道二年（1033年）六月卒於家，得年七十二。有《賡載集》，已佚。有子孙瑜。
曾在宫中讲学二十余年，奉敕校定赵岐《孟子注》。今本《孟子正义》即孙奭所著。朱熹《朱子语录》则谓邵武士人假託，非奭所注。《四库全书总目题要》从之，后收入《十三经注疏》，是诸注疏最劣的一种。平生著作有《经典征言》五十卷、《崇祀录》、《乐记图》、《五经节解》、《五服制度》、《解疑论》、《真宗实录》。另著《孟子音义》、《尔雅释文》等书。 对法律有所研究，著有《律文音义》1卷，《律令释文》1卷。《孟子正义》十四卷、《律文音义》一卷，今存。《尔雅释文》一卷，佚。

## 延伸阅读
[在维基数据编辑]
 《宋史·卷431》，出自脱脱《宋史》